# Ривиър
За героя от Американската война за независимост вижте Пол Ривиър.
Ривиър (на английски: Revere) е град в окръг Съфък, Масачузетс, Съединени американски щати. Разположен е на брега на Масачузетския залив, на 6 km североизточно от центъра на Бостън. Населението му е 62 186 души (1 април 2020).

## История
Селището възниква през 1630 под името Ръмни Марш и от 1632 до 1739 е част от Бостън. През 1846 се отделя от Челси като град Норт Челси, а през 1871 е преименувано на Ривиър на името на героя от Войната за независимост Пол Ривиър.

## Известни личности
Родени в Ривиър
- Хорейшо Алджър (1832 – 1899), писател
- Джон Казейл (1935 – 1978), актьор